# Steve Smith (zenész)
Steve Smith (Whitman, Massachusetts, 1954. augusztus 21. –) egyike a ma élő legnevesebb dobosoknak. Pályafutása során több stílusban, számos jazz és rockzenekarban játszott, a legnagyobb előadóknak asszisztált dobbetétjeik feljátszásában. Munkáját több mint 100 kiadott lemez és dvd fémjelzi. A mai napig turnézik két zenekarával, a Vital Informationnel és a Steve Smith's Jazz Legacyval, emellett pedig mint dobtanár tevékenykedik.

## Biográfia

### A korai évek
Steve Smith a Massachusetts–állambeli Whitmanban született 1954-ben. Zenei tanulmányait neves előadók játékának hatására 9 évesen kezdte a swing korszak híres dobosánál Bill Flanagannál. Tinédzserként több amatőr iskolai zenekarban játszott, de első komolyabb színpadi tapasztalatait a Bridgewater State gimnázium jazz-zenekarában szerezte. A középiskola után a bostoni Berkleere jelentkezett 1972-ben. Tanára volt többek között Gary Chaffee és Alan Dawson.

### Karrier
Smith pályafutása 1974-ben kezdődött, 19 évesen már a Lin Biviano Big Band dobosaként remekelt. Ezzel egyidőben a Buddy DeFranco vezette The Fridge-dzsel is fellépett. 1977-ben Jean Luc Pontyval felvették az Enigmatic Ocean című lemezt. Ugyanebben az évben csatlakozott a Journey nevű rockbandához, akikkel körbeutazta a földet, és több népszerű lemezt is gyártott, mint például az Escape (Columbia 1981) és a Frontiers (Columbia 1983). A Journey-ben megmutatta, hogy rockdobosként is megállja a helyét, a közönség szerette. 1985-ben azonban kilépett, hogy jazzkarrierjét építse tovább. 1983-ban a Journey mellett megalapította saját jazzkvartettjét, a Vital Informationt, melynek jelenlegi tagjai Tom Coster (billentyű) Baron Browne ( basszusgitár) és Vinny Valentino (gitár) és persze Steve Smith mint dobos.
A Vital Information mellett a Buddy’s Buddiesben is játszott, később ebből a zenekarból lett a Steve Smith’s Jazz Legacy. A Jazz Legacy a legnagyobb, főleg dobcentrikus big bandek nyomdokaiban jár, és játszik könnyen emészthető, populáris jazzt. Saját zenekarain kívül számos egyéb jazzbandában feltűnt, mint a méltán népszerű Steps Ahead, illetve a Buddy Rich Big Band. Olyan tehetségekkel játszott együtt, mint Dave Liebman, Anthony Jackson, Frank Gambale, Stu Hamm, Tom Coster, Larry Coryell, Jerry Goodman, Howard Levy, Steve Marcus, Scott Henderson és Victor Wooten.
Az elmúlt húsz évben session-zenészként számos neves előadónak játszott fel lemezeket, úgymint Mariah Carey, Bryan Adams, Zucchero, Andrea Bocelli, Ray Price és a Savage Garden.
1996-ban visszatért a Journeybe az újraegyesülés alkalmából írt új lemez, a Trial by Fire (Columbia 1996) felvételének erejéig.

### Stílusa, díjai
Smith modern dobjátéka több zenei stílus sajátosságait magába foglalja. A jazz, swing, bebop, avant-garde mellett helyet kapnak az erőteljesebb rock, a cajun, sőt még az erősen improvizatív jellegű indiai ritmusok is. Egyedi groovjai, és bonyolult rudimentekből felépített szólói teszik színesebbé, egyénibbé a játékát. A Modern Drumming Magazin ötször választotta meg a #1 All Around Drummer címre, 2001-ben minden idők 25 legjobb dobosa közé választották, 2002-ben bekerült a Modern Drummer Hall of Fame-be. 2003-ban kiadott dvd-je, a Steve Smith Drumset Technice – History of the U. S. Beat, az év oktatóanyaga címet nyerte el az USA-ban. Smith 30 éve játszik Sonor dobokon, melynek alkalmából a német hangszergyártócég ez év elején kiadott egy, a művész nevével fémjelzett teljes felszerelést.

## Diszkográfia
- 1975	Lin Biviano- L.A. Expression (kislemez)
- 1977	Jean-Luc Ponty- Enigmatic Ocean Focus- Focus con Proby Gil Goldstein- Pure As Rain
- 1979	Journey- Evolution
- 1980	Journey- Departure Journey- Captured Journey- Dream After Dream
- 1981	Tom Coster- T. C. Marlon McClain- Changes Journey- Escape
- 1983	Tom Coster- Ivory Expedition Journey- Frontiers Vital Information- Vital Information
- 1984	Bryan Adams- Reckless (Heaven) Vital Information- Orion
- 1985	Journey- Raised On Radio Jeff Berlin- Champion T Lavitz- Storytime
- 1988	Players- Players Vital Information- Global Beat Steps Ahead- Live In Tokyo 1986
- 1987	Frank Gambale- A Present For The Future Joaquin Lievano- One Mind Kit Walker- Dancing On The Edge Of The World
- 1988	Tony MacAlpine- Edge Of Insanity Dweezil Zappa- My Guitar Wants To Kill Your Mama Journey- Greatest Hits Vital     Information- Fiafiaga (Celebration)
- 1989	Richie Kotzen- Richie Kotzen Minoru Niihara- One Neal Schon- Late Nite Steps Ahead- NYC Turtle Island String Quartet- Metropolis Windham Hill Woodworks- One Kit Walker- Fire In The Lake
- 1990	Y&T- 10
- 1991	Frank Gambale- Note Worker The Storm- The Storm Journey- The Ballade Vital Information- Vitalive! Mariah Carey- Emotions
- 1992	Jeff Watson- Lone Ranger Steps Ahead- Yin Yang Anton Verhagen- Not Afraid To Serenade Vital information- Easier Done Than Said Journey- Time 3
- 1993	Carol Knauber- Now You’re Talkin’ Matalex- Indian Summer Zildjian- Drummers Tracks Tom Coster- Let’s Set The Record Straight
- 1994	Michael Manring- Thonk Malatesta- Malatesta Buddy Rich Big Band- Burning For Buddy Vol. 1
- 1995	Corrado Rustici- The Heartist Jonathan Cain- Back to The Innocence Shaw/Blades- Hallucination Mel Graves- Emotions In Motion Tazenda- Fortza Paris Peter Horvath- Foreign Matter Montreal Drum Fest- Interdependance Neal Schon- Beyond The Thunder Zucchero- Spirito Di Vino
- 1996	Vital Information- Ray Of Hope Zucchero- Greatest Hits Francesco De Gregori- Prende E Lasciare Journey- Trial By Fire
- 1997	Neal Schon- Electric World Jonathan Cain- Body Language Elisa- Pipes & Flowers Glassmaker- hey hey yeah… Modern Rock- Vol. 1 Peter Welker- Para "Peachy" Buddy Rich Big Band- Burning For Buddy Vol. 2
- 1998	Vital Information- Where We Come From Journey- Greatest Hits Live Vital Information- Global Beat (5.1 DTS remix) Smap- 012 Viva Amigos! Scott Henderson/ Steve Smith/ Victor Wooten- Vital Tech Tones Frank Gambale/ Stu Hamm/ Steve Smith- Show Me What You Can Do Larry Coryell/ Tom Coster/ Steve Smith- Cause and Effect Stu Hamm- Merry Axemas (Sleigh Ride) Stef Burns- Swamp Tea Tina Arena- In Deep (No Shame)
- 1999	Claudio Baglioni- Viaggiatore Sulla Coda Del Tempo Andre Bush- Invisible City Jerry Goodman/ Steve Smith/ Howard Levy/ Oteil Burbridge- The Strangers Hand Neil Zaza- Staring At The Sun Michael Zilber- Two Coasts Steve Smith & Buddy's Buddies- Steve Smith & Buddy's Buddies Aydın Esen- Timescape Peter Welker- We’ll Be Together Again Savage Garden- Affirmation
- 2000	Steve Smith- Rhythmic Journey Ray Price- Prisoner Of Love Vital Information- Live Around The World Scott Henderson/ Steve Smith/ Victor Wooten- VTT2 Lara Fabian- Lara Fabia (You Are My Heart) Peter Barshay- Pit Of Fashion Frank Gambale/ Stu Hamm/ Steve Smith- The Light Beyond Blusion- Fuse It Or Loose It Vernon Black- Paradigm Shift Stu Hamm- Outbound
- 2001	Larry Coryell/ Steve Marcus/ Steve Smith/ Kai Eckhardt- Count’s Jam Band Vinnie Moore- Defying Gravity Tony MacAlpine- Chromaticity Vital Information- Show ‘Em Where You Live Journey- Essentials
- 2002	Steve Smith/ Michael Zilber- Reimagined: Jazz Standards Vol. 1 Frank Gambale/ Stu Hamm/ Steve Smith- GHS3 Frankie Laine- Old Man Jazz
- 2003	George Brooks' Summit- Summit Earth Journey Charlie's Angels- Full Throttle Soundtrack Steve Smith & Buddy's Buddies- Very Live at Ronnie Scott's, Set One Steve Smith & Buddy's Buddies- Very Live at Ronnie Scott's, Set Two
- 2004	Vital Information- Come On In Steve Smith & Various Artists- Modern Drummer Presents "Drum Nation" Andrea Bocelli- Andrea
- 2005	Steve Smith, Dave Liebman, Aydın Esen & Anthony Jackson- Flashpoint Journey- Live in Houston, 1981 (DVD/CD)